# Бирстейн, Евгений Яковлевич
Евгений Яковлевич Бирстейн (12 июня 1905,  Москва,  Российская империя — 1 марта 1955, Москва,  СССР) — советский военачальник, Гвардии полковник (1943).

## Биография
Родился 12 июня 1905 года в  Москве. Еврей. До призыва на военную службу с 1923 года учился в 1-м Московском государственном университете.

### Военная служба

#### Межвоенные годы
19 ноября 1924 года добровольно вступил в особый отряд ОГПУ и находился в нём на оперативной работе. В октябре 1928 года зачислен в команду одногодичников при школе командиров взводов в Кавказской Краснознамённой армии, с августа 1929 года стажировался в 8-м Кавказском стрелковом полку 3-й Кавказской стрелковой дивизии по должности командира взвода. После стажировки в ноябре назначается в 38-й пограничный отряд, где проходил службу начальником заставы и помощником начальника отряда. Участвовал с ним в ликвидации бандитизма на Северном Кавказе. С июня 1931 года был оперативным работником в контрразведывательном отделе Главного управления государственной безопасности НКВД, одновременно без отрыва от службы учился в Промышленной академии им. И. В. Сталина. Приказом Коллегии ОГПУ от 29 ноября 1933 года был награждён Боевым почетным оружием. В 1935 году в течение девяти месяцев в связи с тяжёлым заболеванием находился на лечении. В январе 1938 года в звании интенданта 3-го ранга зачислен в резерв НКО и работал заместителем технического директора и заместителем главного инженера на оборонном заводе в Москве.

#### Великая Отечественная война
С началом войны был зачислен в кадры РККА и в июле 1941 года назначен старшим помощником начальника оперативного отдела штаба 31-й армии. С 15 июля армия была включена в состав Резервного фронта и к 22 июля сосредоточена в районе Ржева. С 30 июля ее войска занимали оборону на рубеже Осташков, Ельцы, Зубовка, Тишина. В сентябре они вели тяжелые оборонительные бои и к началу октября отошли к Ржеву. 12 октября армия была расформирована, ее войска переданы 29-й армии, а Бирстейн в ноябре назначается начальником оперативного отделения штаба 119-й стрелковой дивизии. Ее части вели оборонительные бои на правом берегу реки Волга на рубеже Чапаевка — левый берег реки Тьма. В декабре майор Бирстейн переведен на должность заместителя командира 421-го стрелкового полка этой же дивизии. В ходе Калининской наступательной операции с 5 декабря 1941 года дивизия в составе ударной группы 31-й армии перешла в наступление восточнее города Калинин, прорвала оборону противника на правом берегу реки Волга. К 7 января 1942 года она вышла на рубеж Столыпине — Шишково — Колодкино, где перешла к обороне. С 16 по 22 января дивизия совершала марш в составе войск 22-й армии. К 26 января она подошла к городу Белый и вела бои по его овладению, затем перешла к обороне. Указом ПВС СССР от 17 марта 1942 года за проявленную отвагу в боях, за стойкость, мужество и героизм личного состава дивизия была преобразована в 17-ю гвардейскую, а полк — в 45-й гвардейский. После переименования дивизия в составе 22-й армии вела бои в районе города Белый. 
В июне 1942 года майор Бирстейн был назначен командиром 738-го стрелкового полка 134-й стрелковой дивизии. Со второй половины августа по ноябрь дивизия занимала оборону северо-западнее от г. Белый, затем перешла в наступление, овладела нас. пунктами Карелово, Выползово и перерезала дорогу Смоленск — Белый. В марте 1943 года она успешно действовала в Ржевско-Вяземской наступательной операции. С 16 марта дивизия была подчинена 39-й армии Калининского фронта и перешла к обороне. 13 августа 1943 года она перешла в наступление и участвовала в Смоленской, Духовщино-Демидовской наступательных операциях, в ходе последней ее части освободили долговременный опорный пункт Вердино. В ознаменование одержанной победы ей было присвоено почетное наименование «Вердинская». В последующем части дивизии вели оборонительные и наступательные бои на витебском направлении. С 12 февраля 1944 года полковник  Бирстейн допущен к командованию 134-й стрелковой Вердинской дивизией. С 20 марта она была в резерве Ставки ВГК и к середине апреля передислоцирована из района Витебска под Ковель. 10 апреля под городом Овруч  Бирстейн был ранен и эвакуирован в госпиталь. 
После выздоровления 3 июля 1944 года направлен на 1-й Прибалтийский фронт, где с 12 июля принял командование 251-й стрелковой Витебской дивизией. В составе 39-й армии участвовал с ней в Вильнюсской и Каунасской наступательных операциях. За доблесть и героизм, проявленные в боях на подступах к городу Каунас (Ковно), Указом ПВС СССР от 12 августа 1944 года дивизия была награждена орденом Красного Знамени. С 1 сентября она перешла в подчинение 43-й армии и участвовала в Рижской наступательной операции. С 20 сентября по декабрь входила в 4-ю ударную армию, в октябре ее части успешно действовали в Мемельской наступательной операции. 
В начале января 1945 года полковник Бирстейн переведен командиром 334-й стрелковой Витебской дивизии, входившей в состав 60-го стрелкового корпуса 2-й гвардейской армии 3-го Белорусского фронта. С 22 января ее части перешли в наступление, прорвали оборону противника, вторглись в пределы Восточной Пруссии, преодолели Мазурские озера и овладели городами Бартен и Бартенштайн. В феврале — марте они вели ожесточенные бои с группировкой противника юго-западнее Кенигсберга. Преодолев многочисленные оборонительные рубежи, дивизия отбросила разгромленные части немцев на берег залива Фриш-Гаф, после чего была выведена во второй эшелон. За образцовое выполнение заданий командования в боях при овладении городами Ландсберг и Бартенштайн Указом ПВС СССР от 5 апреля 1945 года она была награждена орденом Суворова 2-й ст. С 7 по 17 апреля дивизия вела боевые действия по ликвидации группировки противника на Земландском полуострове, затем была выведена во второй эшелон и до конца войны занимала оборону на побережье Балтийского моря в районе р. Раутенер — Гросс Курен.
За время боевых действий комдив Бирстейн был пять раз персонально упомянут в благодарственных в приказах Верховного Главнокомандующего.

#### Послевоенное время
После войны продолжал командовать этой же дивизией. 2 апреля 1946 года гвардии полковник Бирстейн уволен в отставку по болезни.

## Награды
- два ордена Красного Знамени (13.10.1943[4], 21.02.1945[5][6])
- орден Кутузова II степени (02.01.1945)[7]
- орден Отечественной войны II степени (16.05.1943)[8]
- орден Красной Звезды (06.04.1943)[9]
  - медали в том числе:
  - «За оборону Москвы» (18.08.1944)[10]
  - «За победу над Германией в Великой Отечественной войне 1941—1945 гг.» (05.02.1946)[11]
  - «За взятие Кенигсберга» (1945)
- Наградное оружие

Приказы (благодарности) Верховного Главнокомандующего в которых отмечен Е. Я. Бирстейн.
- За овладение штурмом городом и крепостью Каунас (Ковно) — оперативно важным узлом коммуникаций и мощным опорным пунктом обороны немцев, прикрывающим подступы к границам Восточной Пруссии. 1 августа 1944 года. № 161.
- За прорыв глубоко эшелонированной обороны противника юго-восточнее города Рига, овладении важными опорными пунктами обороны немцев — Бауска, Иецава, Вецмуйжа и на реке Западная Двина — Яунелгава и Текава, а также занятии более 2000 других населённых пунктов. 19 сентября 1944 года.  № 189.
- За прорыв мощной, долговременной, глубоко эшелонированной обороны противника в районе Мазурских озёр, считавшейся у немцев со времён первой мировой войны неприступной системой обороны, и овладение городами Бартен, Дренгфурт, Растенбург, Раин, Николайкен, Рудшанни, Пуппен, Бабинтен, Теервиш, превращёнными немцами в сильные опорные пункты обороны. 27 января 1945 года. № 258.
- За овладение  с боем  городами Ландсберг и Бартенштайн – крупными узлами коммуникаций и сильными опорными пунктами обороны немцев в центральных районах Восточной Пруссии. 4 февраля 1945 года. № 269.
- За завершение ликвидации окружённой восточно-прусской группы немецких войск юго-западнее Кёнигсберга. 29 марта 1945 года. № 317.